# Sierosław (województwo kujawsko-pomorskie)
Sierosław – wieś w Polsce położona w województwie kujawsko-pomorskim, w powiecie świeckim, w gminie Drzycim.
W latach 1975–1998 miejscowość położona była w województwie bydgoskim. Według Narodowego Spisu Powszechnego (III 2011 r.) liczyła 461 mieszkańców. Jest czwartą co do wielkości miejscowością gminy Drzycim.